# مزرعه پدری
مزرعه پدری فیلمی به کارگردانی و نویسندگی رسول ملاقلی‌پور و تهیه‌کنندگی حبیب‌الله کاسه‌ساز محصول سال ۱۳۸۲ است.

## داستان فیلم
مزرعه پدری داستان نویسنده‌ای به نام محمود است که به خاطر بررسی آخرین رمانش (مزرعه پدری) از سوی یک تشکل دانشجویی در دزفول همراه خانواده اش به این شهر می‌رود. او رابطه ای بسیار عمیق و نزدیک با فرزندان و همسرش دارد، اما در میانه‌های نشست یکی از دانشجویان به کشته شدن همسر و فرزندانش در اثر حمله توپخانه دشمن در سال‌های ابتدایی جنگ تحمیلی اشاره می‌کند که موجب تغییر ناگهانی شرایط روحی محمود می‌شود و با بازگشت به گذشته خاطرات حضورش در صحنه‌های نبرد را مرور می‌کند.

## بازیگران
مهدی احمدی، جمشید هاشم‌پور، آتنه فقیه‌نصیری، قاسم زارع، قربان نجفی، حسن عباسی، محمد عفراوی، علی اسکندری، سیروس همتی، نادیا امیری، فرزین محدث، تیما امیری، صادق حدادی، شهاب تیموریان، هادی حجازی‌فر

## کاندیداها و جوایز[۳]
| کاندیدای سیمرغ بلورین بهترین فیلمبرداری (رسول احدی) - دوره ۲۲ جشنواره فیلم فجر (بخش مسابقه سینمای ایران) در سال ۱۳۸۲          |
| کاندیدای سیمرغ بلورین بهترین تدوین (بهرام دهقانی) - دوره ۲۲ جشنواره فیلم فجر (بخش مسابقه سینمای ایران) در سال ۱۳۸۲            |
| کاندیدای سیمرغ بلورین بهترین موسیقی متن (پیمان یزدانیان)- دوره ۲۲ جشنواره فیلم فجر (بخش مسابقه سینمای ایران) در سال ۱۳۸۲      |
| کاندیدای سیمرغ بلورین بهترین صدابرداری (مهران ملکوتی) - دوره ۲۲ جشنواره فیلم فجر (بخش مسابقه سینمای ایران) در سال ۱۳۸۲        |
| کاندیدای سیمرغ بلورین بهترین صدابرداری (محمود موسوی‌نژاد) - دوره ۲۲ جشنواره فیلم فجر (بخش مسابقه سینمای ایران) در سال ۱۳۸۲     |
| کاندیدای سیمرغ بلورین بهترین جلوه‌های ویژه (محمدرضا شرف‌الدین) - دوره ۲۲ جشنواره فیلم فجر (بخش مسابقه سینمای ایران) در سال ۱۳۸۲ |
| کاندیدای تندیس زرین بهترین فیلمبرداری (رسول احدی)- دوره ۸ جشن خانه سینما (بخش مسابقه) در سال ۱۳۸۳                             |
| برنده تندیس زرین بهترین عکس امیر عابدی - دوره ۸ جشن خانه سینما (بخش مسابقه) در سال ۱۳۸۳                                       |
| برنده تندیس زرین بهترین تدوین (بهرام دهقانی) - دوره ۸ جشن خانه سینما (بخش مسابقه) در سال ۱۳۸۳                                 |
| سومین موسیقی سال (پیمان یزدانیان)- دوره ۱۹ منتخب نویسندگان و منتقدان (بخش بهترین‌های سال) در سال ۱۳۸۳                          |
| برنده تندیس زرین بهترین جلوه‌های ویژه (محمدرضا شرف‌الدین) - دوره ۸ جشن خانه سینما (بخش مسابقه) در سال ۱۳۸۳                      |
| کاندیدای تندیس زرین بهترین صداگذاری و میکس (گشتاسب آریانا) - دوره ۸ جشن خانه سینما (بخش مسابقه) در سال ۱۳۸۳                   |
| کاندیدای لوح زرین انتخاب ویژه سال (بهرام دهقانی) - دوره ۵ منتخب سایت ایران اکتور (بخش بهترین‌های سال) در سال ۱۳۸۴              |